# Anacanthobatis marmoratus
Anacanthobatis marmoratus — малоизученный вид хрящевых рыб рода нитерылых скатов одноимённого семейства отряда скатообразных. Обитают в западной части Индийского океана между 24° ю. ш. и 30° ю. ш. Встречаются на глубине до 322 м. Их крупные, уплощённые грудные плавники образуют диск с выступающим рылом, который оканчивается нитевидным выростом. Максимальная зарегистрированная ширина диска 29 см. Окраска коричнев-белая с пятнышками. 

## Таксономия
Впервые вид был научно описан в 1923 году. Лектотип представляет собой самца длиной 23,29 см, пойманного у берегов Квазулу-Наталь (30°09′45″ ю. ш. 30°58′02″ в. д.) на глубине 292,5 м. Видовой эпитет происходит от слова лат. marmoris — «мрамор». 

## Ареал
Эти скаты обитают в западной части Индийского океана от южного побережья Мозамбика до ЮАР. Встречаются у края континентального шельфа и в верхней части материкового склона на глубине от 230 до 322 м. 

## Описание
Максимальная зарегистрированная ширина диска 29 см. Широкие и плоские грудные плавники этих скатов образуют округлый диск. Выступающее рыло переходит в нитевидный вырост. Кожа лишена чешуи, за исключением взрослых самцов, у которых на «крыльях» расположены шипы. Спинные плавники отсутствуют. На вентральной стороне диска расположены 5 жаберных щелей, ноздри и рот. Тонкий хвост короче диска. Брюшные плавники имеют форму «ножек», основание которых иногда срастается с основанием хвоста. Окраска дорсальной поверхности диска коричнево-белая с многочисленными «глазками». Вентральная поверхность бледная, без отметин. Нитевидный отросток на рыле коричневого цвета. 

## Взаимодействие с человеком
Эти скаты не являются объектом целевого лова. Возможно, попадаются в качестве прилова в ходе глубоководного промысла с помощью тралов.  Данных для оценки Международным союзом охраны природы охранного статуса  вида недостаточно.